# Euphorbia tuckeyana
Euphorbia tuckeyana är en törelväxtart som beskrevs av Ernst Gottlieb von Steudel och Philip Barker Webb. Euphorbia tuckeyana ingår i släktet törlar, och familjen törelväxter.
Artens utbredningsområde är Kap Verde. Inga underarter finns listade i Catalogue of Life.

## Bildgalleri

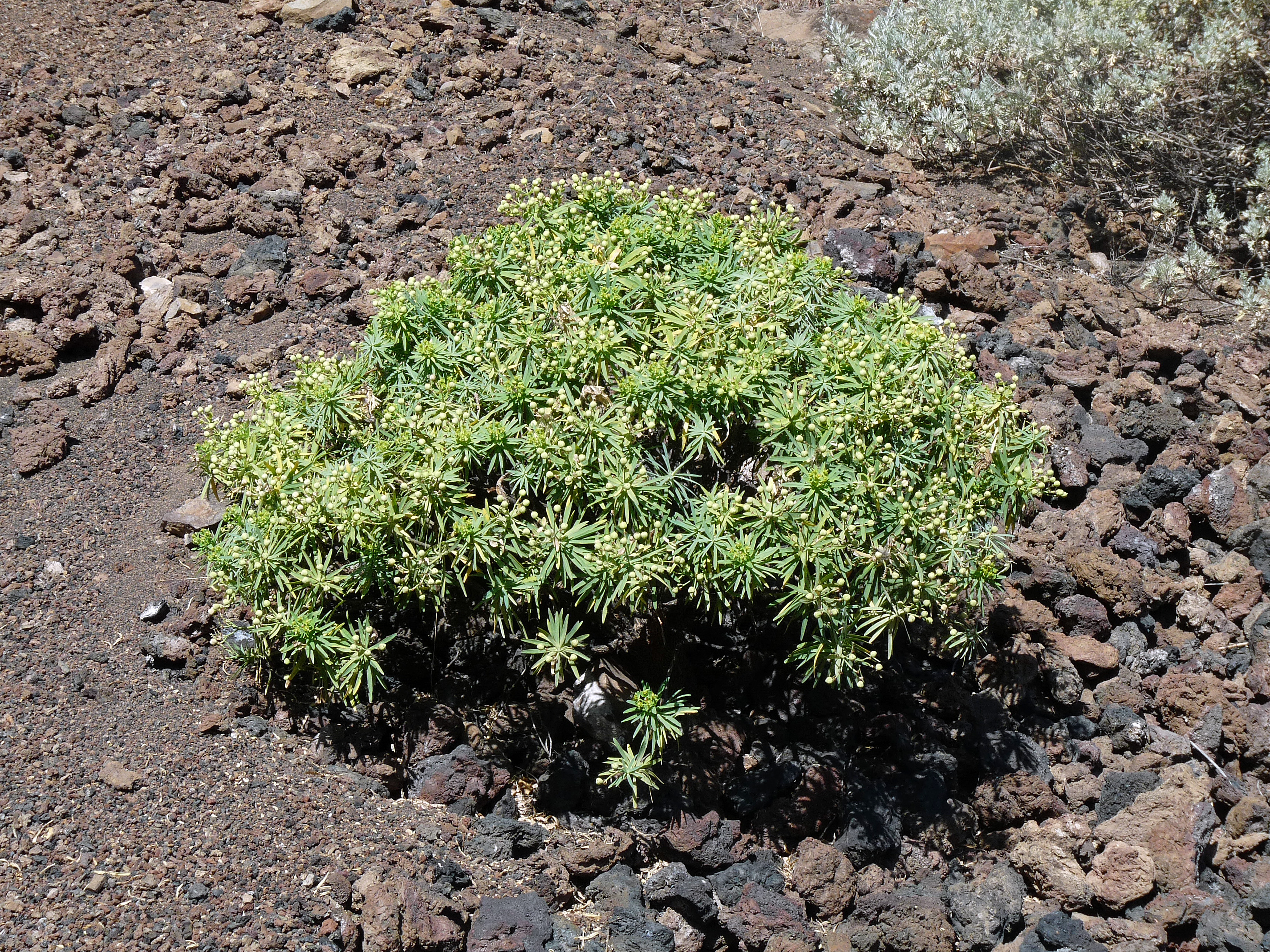
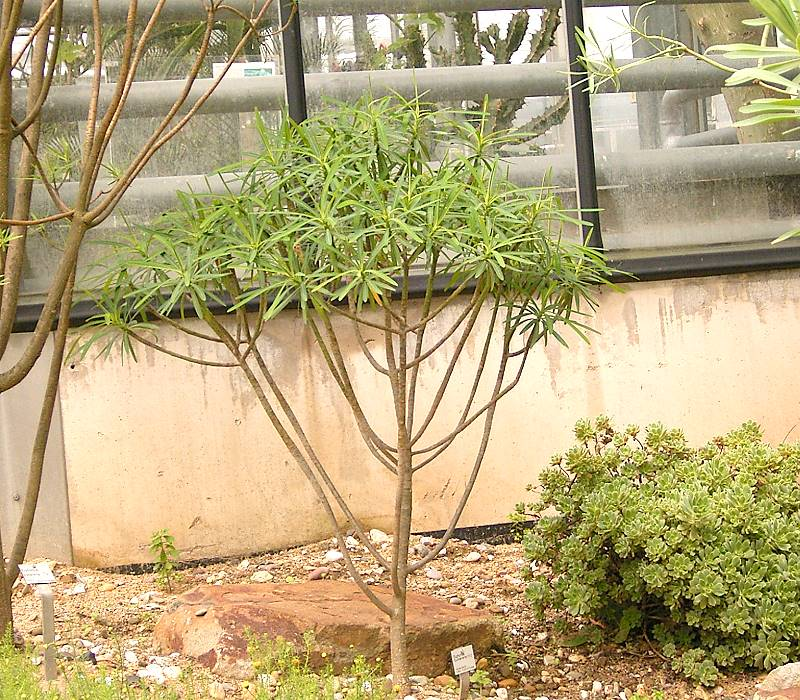
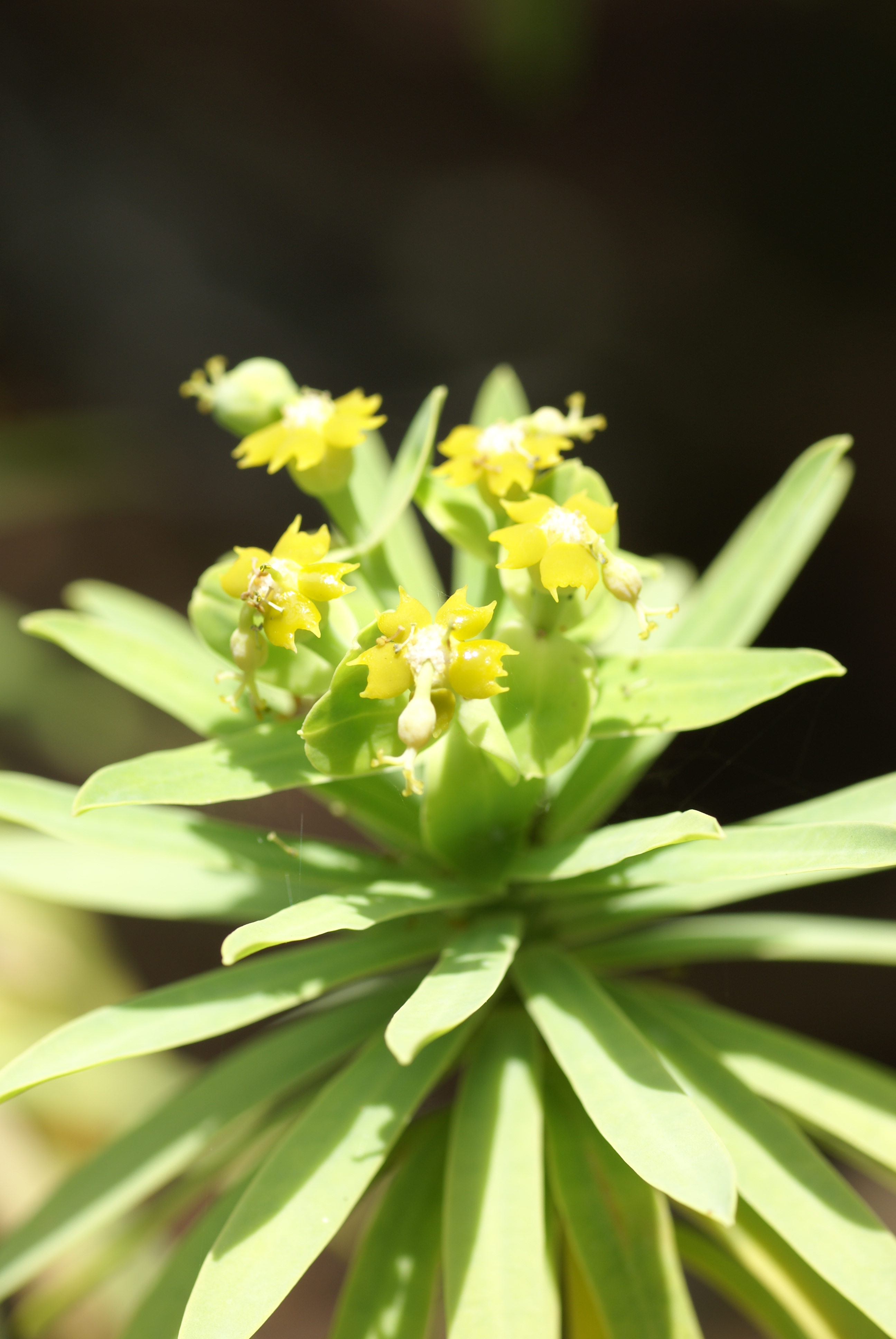
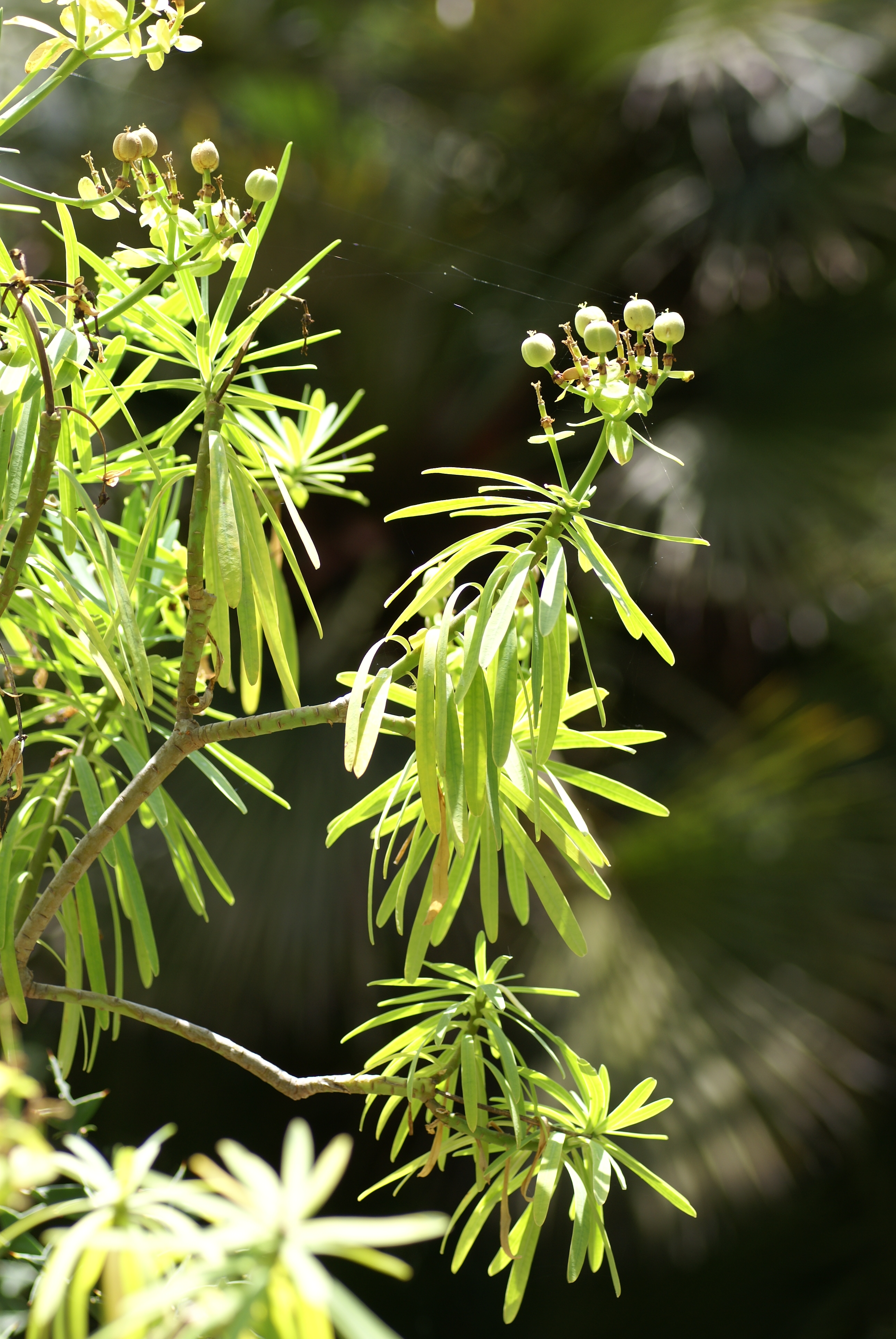